# رغيد الططري

تكريم رغيد الططري في مدينة حماة (28-12-2024) بعد تحريره من السجون السورية بعد سقوط نظام الأسد.

رغيد أحمد الططري (25 ديسمبر 1954 –) هو طيار عسكري سوري سابق، ويُعتبر أطول معتقل سياسي في سوريا. اعتقلته المخابرات السورية في عام 1981 بعد رفضه المشاركة في قصف مدينة حماة، ثم فر إلى الأردن. ومنذ ذلك الحين، سُجن في عدة سجون تحت سيطرة نظام الاسد. وبعد قضائه حوالي 43 عامًا في السجن، حرره الثوار في 8 ديسمبر 2024 من سجون النظام السابق.

## بداية حياته المهنية
رغيد الططري من مواليد يوم 25 ديسمبر 1954 في دمشق، سوريا. التحق بأكاديمية القوات الجوية عام 1972 وتخرج منها عام 1975، ثم خدم بعد ذلك في أسراب مختلفة تابعة للقوات الجوية. 

## الاعتقال والمحاكمة
في عام 1980، قدم رغيد الططري للمحاكمة إلى جانب زملائه العسكريين لرفضه المشاركة في القصف على مدينة حماة، وعلى الرغم من تبرئته في النهاية، فقد فصل من الخدمة العسكرية. بعد ذلك، أقام في الأردن لمدة ثمانية أشهر قبل أن يتوجه إلى مصر حيث طلب اللجوء السياسي لكن طلبه رفض في النهاية. في عام 1981، وفي أعقاب الاضطرابات السياسية التي أعقبت اغتيال الرئيس المصري السادات، اضطر إلى العودة إلى سوريا، فاعتقل رغيد ورفاقه من قبل إدارة المخابرات الجوية، ولعدة سنوات بعد ذلك، لم يسمح له بالاتصال بزوجته أو أي فرد آخر.

## الإفراج والتكريم
تحرر الططري من السجن المركزي بمدينة طرطوس مع آخرين عقب سقوط نظام الأسد في 8 ديسمبر/كانون الأول 2024، وكرّم أهالي محافظة حماة الططري بعد الإفراج عنه، وذلك لرفضه أوامر النظام السوري بقصف عوائلهم في هذه المدينة أوائل عام 1982. وقدم الشيخ معاذ ريحان سيفا مذهبا للططري، وأفاد خلال تكريمه بأنه هدية رمزية لقضائه أكثر من 4 عقود في سجون نظام بشار الأسد.
كذلك كرمه الرئيس التركي رجب أردوغان.